# Great King Rat
Great King Rat var en svensk hårdrocksgrupp bestående av Leif Sundin (John Norum, Michael Schenker Group), Pontus Norgren (Hammerfall, The Poodles, Talisman), Anders Fästader, tidigare Nilsson (John Norum), Thomas Broman (Electric Boys) och Mikael Höglund (Thunder). Gruppen släppte två album, det självbetitlade Great King Rat och Out of the Can.
Debutalbumet Great King Rat släpptes 22 april 1992, månaden därefter var gruppen förband till Cher i Stockholm (Globen) och Göteborg (Scandinavium). I december 1992 splittrades gruppen. 
Albumet Great King Rat producerades av Rolf Alex (Anne-Lie Rydé, Snowstorm, Lena Philipsson m fl) och mixades av Niklas Flyckt (Britney Spears, Kylie Minogue, Robyn, Agnes m fl). Gruppens logga skapades av Anders "Russin" Eriksson.  
1992 hade Izabella Scorupco en hit med låten "Shame, Shame, Shame" , där solosången framfördes växelvis med Leif Sundin. I den officiella musikvideon syns endast Izabella. Låten nådde som högst en femte plats på trackslistan den 21 och 28 mars.

## Medlemmar
- Leif Sundin – sång
- Anders Fästader (tidigare Nilsson) – gitarr
- Pontus Norgren – gitarr
- Mikael Höglund – basgitarr
- Thomas Broman – trummor

Tidigare medlemmar
- Conny Lind – sång

## Diskografi
Studioalbum
- 1992 – Great King Rat
- 1999 – Out of the Can